# 安尚美
安尚美（1979年11月12日—），是韩国著名的女子短道速滑运动员。她是1998年冬季奥林匹克运动会短道速滑比赛3000米接力金牌获得者。

## 职业生涯
1998年长野冬奥会中，安尚美获得了3000米接力金牌。

## 资料来源
- 奥林匹克数据库网站(英文)
- 安尚美-国际滑冰联盟（ISU）